# 亞歷克斯·希金斯
亞歷克斯·戈登·希金斯（Alexander Gordon Higgins，1949年3月18日—2010年7月24日），是一名北愛爾蘭職業斯諾克選手，是該項運動比賽最具標誌性的人物之一。他因為出桿快速而綽號為「颶風希金斯」。他在1972年和1982年獲得世界錦標賽冠軍，並在1976年和1980年獲得亞軍。他在1983年贏得了英國錦標賽，在1978年和1981年贏得了大師賽，使他成為十一位完成斯諾克三冠王的選手之一。1984年，他與吉米·懷特搭擋獲得世界雙打錦標賽冠軍；並且代表全愛爾蘭隊三次贏得世界杯冠軍。
希金斯因其高娛樂性和華麗的打法廣受球迷歡迎而被稱為「人民的冠軍」。　他把斯諾克比賽帶給更廣泛的觀眾層面，也做就這項運動的人氣在80年代的英國到達頂峰。他以不可預測和特異的性格聞名。他是一個重度吸煙者，沉溺於喝酒和賭博，並承認使用古柯鹼和大麻。1998年首次被診斷患有咽喉癌，希金斯於2010年7月24日在貝爾法斯特的家中因多重原因而死亡。希金斯仍然保持贏得世界錦標賽冠軍的最高分，那是1982年的決賽中對陣雷·里爾頓獲得單杆135分。